# Melanie Margalis
Melanie Margalis (Clearwater, 30 de dezembro de 1991) é uma nadadora norte-americana, especialista nas provas de nado costas, estilo livre e medley individual.
Internacionalmente, Margalis conquistou o ouro no revezamento 4x200 metros estilo livre como membro da equipe preliminar e a medalha de bronze nos 200 m medley individual na Universíada de Verão de 2013 em Cazã, na Rússia, e competiu nos Jogos Olímpicos de Verão de 2016, no Rio de Janeiro.